# Síntese de Paal–Knorr
A síntese de Paal-Knorr é uma reação química onde 1,4-dicetonas são convertidas para qualquer um de furanos, tiofenos ou pirróis. A reação é noemada em referência a Carl Paal e Ludwig Knorr.
A síntese de furano requer um catalisador ácido:
Na síntese de pirrol uma amina primária participa:
e na de tiofeno  por exemplo, o composto pentassulfeto de fósforo:
Com uma hidrazina e uma dicetona o produto de reação é um pirazol